# Прямий контакт
Прямий контакт (англ. Direct Contact) — американський бойовик 2009 року.

## Сюжет
Майк Ріггінс, колишній морський піхотинець, заарештований за контрабанду зброї, відбуває строк у балканській в'язниці. Одного разу йому надходить пропозиція від аташе з американського посольства, — визволити з полону Анну Гейл, дівчину впливової людини і доставити її в посольство. Майк, довго не роздумуючи, за деяку суму і обіцяну свободу погоджується врятувати Анну. Але от чи потребує вона цього порятунку, і чи викрадена вона взагалі? Поступово розуміючи, що відбувається і все більш вплутуючись в хитросплетіння політичних та кримінальних ігор, Майк тепер не довіряє нікому, його мета — врятувати Анну. Але в цей момент між ними спалахує пристрасть.

## У ролях
- Дольф Лундгрен — Майк Ріггінс
- Джина Мей — Анна Гейл
- Майкл Паре — Клайв Коннеллі
- Башар Рахаль — генерал Драго
- Джеймс Чалк — Трент Роббінс
- Володимир Владимиров — Владо Караджов
- Райчев Васильєв — Борис
- Ніколай Станоєв — продавець збої
- Майк Страуб — командир морської піхоти
- Ліс Велдон — телеведучий
- Йоан Петров — син Владо
- Уті Бачваров — Зоран Постернофф
- Олександр Кадієв — пілот вертольота
- Теодор Цолов — двірник
- Маріанна Станічева — жінка
- Джемма Гаррет — помічник Трента
- Славі Славов — охорона генерала Драго 1